# Hallaxa
Hallaxa Eliot, 1909 è un genere di molluschi nudibranchi della famiglia Actinocyclidae.

## Tassonomia
Il genere comprende le seguenti specie:
- Hallaxa albopunctata Gosliner & S. Johnson, 1994
- Hallaxa apefae Er. Marcus, 1957
- Hallaxa atrotuberculata Gosliner & S. Johnson, 1994
- Hallaxa chani Gosliner & Williams, 1975
- Hallaxa cryptica Gosliner & S. Johnson, 1994
- Hallaxa decorata (Bergh, 1877)
- Hallaxa elongata Gosliner & S. Johnson, 1994
- Hallaxa fuscescens (Pease, 1871)
- Hallaxa gilva Miller, 1987
- Hallaxa hileenae Gosliner & S. Johnson, 1994
- Hallaxa iju Gosliner & S. Johnson, 1994
- Hallaxa indecora (Bergh, 1905)
- Hallaxa michaeli Gosliner & Johnson, 1994
- Hallaxa paulinae Gosliner & S. Johnson, 1994
- Hallaxa translucens Gosliner & S. Johnson, 1994